# Barattolites
Barattolites es un género de foraminífero bentónico de la subfamilia Dictyoconinae, de la familia Orbitolinidae, de la superfamilia Orbitolinoidea, del suborden Orbitolinina y del orden Loftusiida. Su especie tipo es Barattolites trentinarensis. Su rango cronoestratigráfico abarca desde el Ypresiense (Eoceno inferior) hasta el Luteciense inferior (Eoceno medio).

## Discusión
Clasificaciones previas incluían Barattolites en el suborden Textulariina del orden Textulariida o en el orden Lituolida.

## Clasificación
Barattolites incluye a las siguientes especies:
- Barattolites trentinarensis †